# イーゴリ・レヴィチン

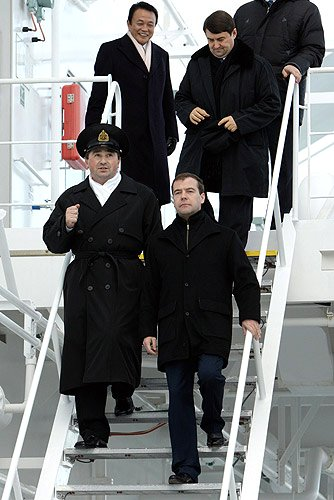
イーゴリ・レヴィチン（上右）、麻生太郎首相（上左）、メドヴェージェフ大統領（下右）、アレクセイ・ハリトーノフGrand Aniva LNG carrier船長（下左）（2009年ユジノサハリンスクで撮影）

イーゴリ・エフゲニエヴィチ・レヴィチン（ロシア語: Игорь Евгеньевич Левитин、ラテン文字表記の例：Igor Evgenievich Levitin、1952年2月21日 - ）は、ソビエト連邦の軍人、ロシアの政治家。ロシア連邦大統領補佐官。2004年から2012年までロシア連邦運輸大臣（交通大臣）を務めた。ウクライナ・ソビエト社会主義共和国オデッサ州出身。

## 経歴・人物
1970年ソ連軍に入る。1973年レニングラード鉄道部隊・軍事郵便士官学校を卒業し、オデッサ軍管区ドニエストル鉄道勤務となる。1976年から1980年まで南方軍集団に配属される。1983年ソ連兵站・輸送軍事アカデミーを卒業する。専門は通信技術。1983年バイカル・アムール鉄道ウルゲル駅鉄道部隊司令官。企業「ゾロトゴ・ズヴェナ」にも参加している。1985年から1994年までソ連地上軍モスクワ鉄道部隊司令官、軍事通信次長。
1996年「スヴェルスタルトランス」社に入り、1998年から副社長。また、ロシア連邦政府の鉄道輸送機関改革審議会委員も務めた。
2004年3月9日ロシア連邦運輸通信大臣（運輸・コミュニケーション大臣）に任命される。
2010年にモスクワ市長を解任されたユーリ・ルシコフの後任候補として名前が挙がった。
2012年5月12日、ドミートリー・メドヴェージェフ内閣の成立に伴い、運輸相を退任し、大統領顧問に就任。2012年9月2日、大統領補佐官に任命された。
夫人との間に一女がいる。